# Gynoplistia (Cerozodia) pulverulenta striata
Gynoplistia (Cerozodia) pulverulenta striata is een ondersoort van de tweevleugelige Gynoplistia (Cerozodia) pulverulenta uit de familie steltmuggen (Limoniidae). De ondersoort komt voor in het Australaziatisch gebied.